# 富平区

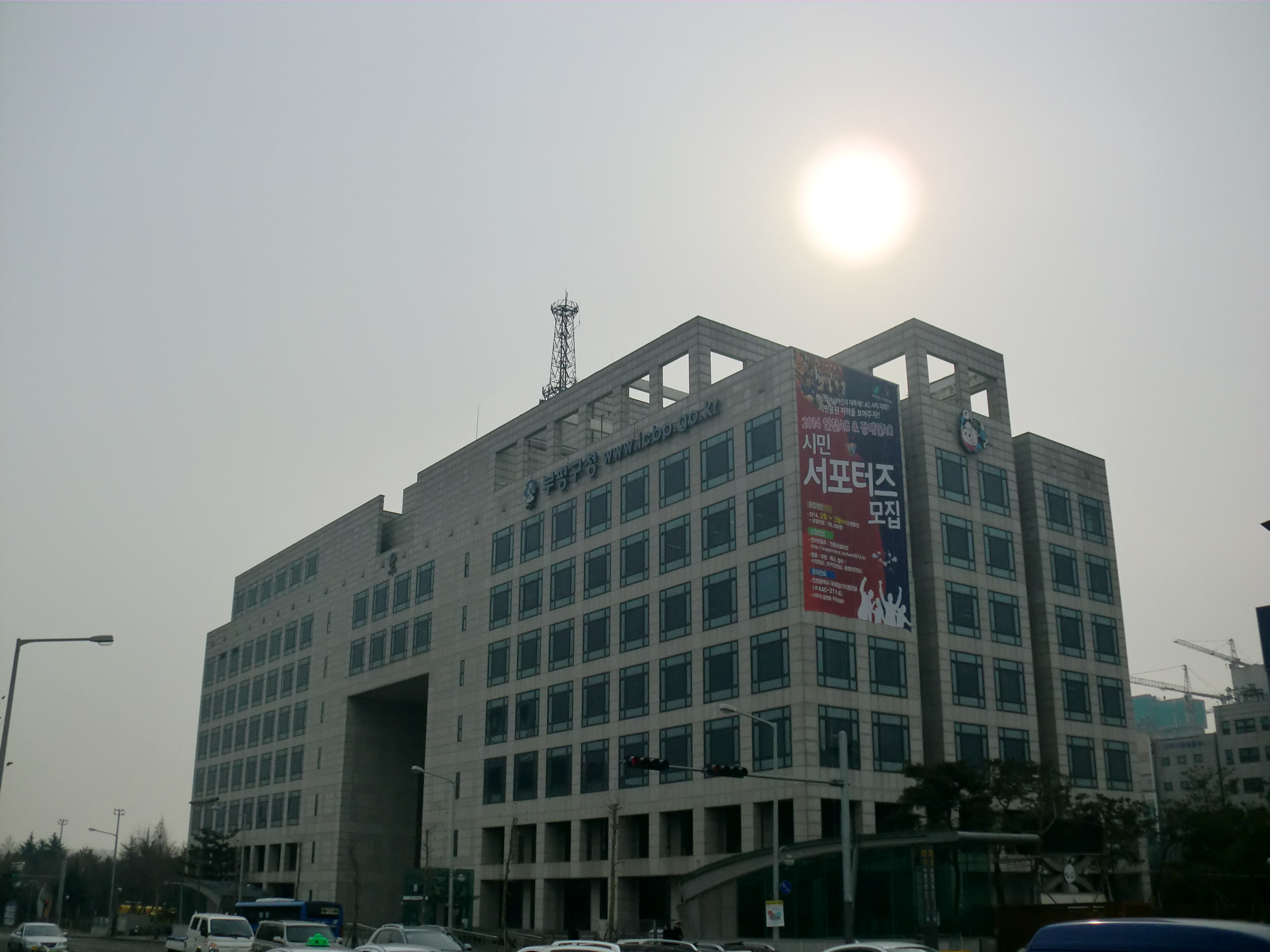
富平区庁

富平区（プピョンく）は、大韓民国仁川広域市の区。富平市場や富平駅地下商店街がある。

## 歴史
- 1968年1月1日 – 京畿道仁川市富平洞・十井洞・山谷洞・清川洞・暁星洞・桂山洞・鵲田洞・瑞雲洞・三山洞・葛山洞・富開洞・日新洞・白石洞・始川洞・黔岩洞・景西洞・公村洞・連喜洞・深谷洞・佳亭洞・新峴洞・石南洞・元倉洞・佳佐洞をもって、北区として設置される。
- 1988年1月1日 – 黔岩洞・白石洞・始川洞・景西洞・連喜洞・公村洞・深谷洞・佳亭洞・新峴洞・石南洞・元倉洞・佳佐洞が西区として分離。
- 1989年1月1日 - 京畿道金浦郡桂陽面を編入。
- 1995年3月1日 – 富平区に改称。
  - 暁星洞・桂山洞・鵲田洞・瑞雲洞・朴村洞・東陽洞・橘峴洞・上野洞・下野洞・坪洞・老梧地洞・仙住池洞・梨花洞・梧柳洞・葛峴洞・纛室洞・木霜洞・多男洞・場基洞・林鶴洞・龍宗洞・兵房洞・放築洞が桂陽区として分離。

## 行政

行政区域図

### 下部行政区画
22行政洞（9法定洞）からなる。
| 行政洞  | 法定洞                 |
| ------- | ---------------------- |
| 富平1洞 | 富平洞                 |
| 富平2洞 | 富平洞                 |
| 富平3洞 | 富平洞、十井洞、山谷洞 |
| 富平4洞 | 富平洞                 |
| 富平5洞 | 富平洞                 |
| 富平6洞 | 富平洞                 |
| 山谷1洞 | 山谷洞                 |
| 山谷2洞 | 山谷洞、清川洞         |
| 山谷3洞 | 富平洞、山谷洞         |
| 山谷4洞 | 山谷洞                 |
| 清川1洞 | 山谷洞、清川洞         |
| 清川2洞 | 清川洞                 |
| 葛山1洞 | 三山洞、葛山洞         |
| 葛山2洞 | 葛山洞                 |
| 三山1洞 | 三山洞、葛山洞         |
| 三山2洞 | 三山洞                 |
| 富開1洞 | 富平洞、富開洞         |
| 富開2洞 | 富開洞                 |
| 富開3洞 | 富開洞                 |
| 日新洞  | 日新洞、九山洞         |
| 十井1洞 | 十井洞                 |
| 十井2洞 | 十井洞                 |

### 警察
- 仁川富平警察署
- 仁川三山警察署

### 消防
- 仁川富平消防署（朝鮮語版）

## 交通機関

### 鉄道
- 韓国鉄道公社
  - 京仁線・首都圏電鉄1号線

富開駅 - 富平駅 - 白雲駅 - 銅岩駅
- ソウル交通公社
  - ソウル地下鉄7号線

三山体育館駅 - 掘浦川駅 - 富平区庁駅 - 山谷駅
- 仁川交通公社
  - 仁川都市鉄道1号線

葛山駅 - 富平区庁駅 - 富平市場駅 - 富平駅 - 東樹駅 - 富平サムゴリ駅